# Персидско-византийская война (572—591)
Персидско-византийская война (572—591) — вооружённый конфликт между Сасанидским государством и Византийской империей, продолжавшийся 19 лет и закончившийся подписанием Ктесифонского мира (591 год) на выгодных для Византии условиях.

## Предыстория
В 570 году персы захватили Йемен и вытеснили оттуда союзников Византии — аксумских эфиопов. Тогда же усилились набеги на Персию тюрок и хазарских кочевников Северного Кавказа, подстрекаемых Византией. Также на руку византийцам было восстание в Армении, которые возглавлял Красный Вардан (Вардан Мамиконян младший). Восставшие попросили помощи у византийцев и решили укрыться у императора. Это привело к началу новой войны.

## Ход событий
В Месопотамии война началась катастрофически для византийцев. После победы при Саргатоне в 573 году они осадили Нисибис и, по-видимому, были на грани захвата этого главного оплота персидской пограничной обороны, когда внезапное увольнение их стратига Маркиана привело к беспорядочному отступлению.
Воспользовавшись замешательством византийцев, силы Сасанидов под командованием Хосрова I (правил в 531–579 годах) быстро контратаковали и окружили Дару, захватив город после четырехмесячной осады. В то же время меньшая персидская армия под командованием Адармахана опустошила Сирию, разграбив Апамею и ряд других городов. Они были оттеснены от собственно Сирии только около Антиохии. В 572 году византийский император Юстин II (правил в 565-578 годах) приказал убить царя Гассанидов аль-Мундира; в результате неудачного покушения на его жизнь аль-Мундир разорвал союз с византийцами, оставив их границу в пустыне открытой. 
Падение Дары, главного византийского оплота в Месопотамии, как сообщается, довело Юстина II до безумия, и контроль над Византийской империей перешел к его жене Элии Софии и Тиберию Константину. Новые регенты согласились выплатить 45 000 номисм за годичное перемирие, а позднее в том же году продлили его до пяти лет, обеспечив ежегодную выплату в размере 30 000 номисм. Однако эти перемирия распространялись только на месопотамский фронт; на Кавказе война продолжалась.
В 575 году византийцам удалось урегулировать свои разногласия с Гассанидами; это возобновление их союза сразу же принесло плоды, поскольку Гассаниды разграбили столицу Лахмидов в Хире. В том же году византийские войска воспользовались благоприятной ситуацией на Кавказе, чтобы провести кампанию в Кавказской Албании и захватить заложников из местных племен.
В 576 году Хосров I организовал дальний удар через Кавказ в Анатолию, где персидские армии не были со времен Шапура I. Его попытки атаковать Феодосиополь и Кесарию были сорваны, но ему удалось разграбить Севастию, прежде чем отступить. По пути домой он был перехвачен и разбит около Мелитены Юстинианом; его армия понесла тяжелые потери и бежала. Византийцы воспользовались победой и совершили рейд в глубь Кавказской Албании, начав набеги возле Каспийского моря на северный Иран, зимуя на персидской территории и продолжая свои нападения до лета 577 года. Теперь Хосров запросил мира, но победа в Армении Тамхосрова над его недавним врагом Юстинианом укрепила его решимость, и война продолжилась.
В 578 году перемирие в Месопотамии подошло к концу. После иранских набегов в Месопотамию новый magister militum Востока Маврикий совершил набеги по обе стороны Тигра, захватил крепость Афумон и разграбил Сингару. Хосров снова искал мира в 579 году, но умер до того, как соглашение было достигнуто, а его преемник Хормизд IV (правил в 579–590 годах) прервал переговоры. 
В 580 году Гассаниды одержали еще одну победу над Лахмидами, в то время как византийские набеги снова проникли на восток от Тигра. Однако примерно в это же время будущий Хосров II был поставлен во главе ситуации в Армении, где ему удалось убедить большинство лидеров повстанцев вернуться под власть Ирана, хотя Иберия осталась верна византийцам. В следующем году наступление вдоль Евфрата византийских войск под командованием Маврикия и гассанидских войск под командованием аль-Мундира не увенчалась успехом, в то время как персы под командованием Адармахана провели опустошительную кампанию в Месопотамии. Маврикий и аль-Мундир обвиняли друг друга в этих трудностях, и их взаимные обвинения привели в следующем году к аресту аль-Мундира по подозрению в предательстве, что вызвало войну между византийцами и гассанидами и ознаменовало начало конца гассанидского государства.
Но в 581 году византийцы разбили персидскую армию Адармахана и Тамхосрова под Теллой-Константиной, в которой последний был убит. Маврикий был провозглашен императором после смерти Тиберия II. Его преемник на посту magister militum Востока Иоанн Мистакон был разбит сасанидским полководцем Кардариганом на реке Нимфий в сражении при Акбасе.
В середине 580-х годов война продолжалась безрезультатно из-за набегов и контрнабегов, прерываемых безуспешными мирными переговорами; единственным значительным столкновением была победа Византии в битве при Солахоне в 586 году.
Арест византийцами преемника аль-Мундира аль-Нумана в 584 году привел к раздроблению государства Гассанидов, которое вернулось к свободной племенной коалиции и никогда не восстановило свою прежнюю силу. 
В 588 году мятеж не получавших денег византийских войск против их нового командующего Приска, казалось, дал Сасанидам шанс на прорыв, но сами мятежники отразили последовавшее за этим персидское наступление; после последующего поражения при Цалкаджуре византийцы одержали еще одну победу при Мартирополе. В течение этого года группа пленных, взятых при падении Дары 15 годами ранее, как сообщается, сбежала из своей тюрьмы в Хузестане и с боями вернулась на византийскую территорию.
В 590 году на Северном Кавказе Иран начал войну с хазарами. Византия, союзница хазар, направила в район сражений свои войска. В конце 590 года иранские войска под командованием полководца Бахрама Чубина одержали победу над объединённой византийско-хазарской армией и вторглась на территории Сванетии и Кавказской Албании. Однако вскоре персы были разбиты у Сисаврана в Армении, на побережье реки Аракс, византийскими войсками под командованием полководца Романа. Вскоре шах Ирана умер, а Бахрам Чубин узурпировал трон. Законный наследник Хосров II Парвиз был вынужден просить помощи у Византии. Византийский император Маврикий помощь оказал, и войска Бахрама были разбиты в сражении при Бларафоне, но при этом вынудил Хосрова II заключить мир на выгодных для Византии условиях.

## Мирный договор
Договор был подписан в 591 году в Ктесифоне. По его условиям Персия возвратила Византии все спорные территории Месопотамии и Закавказья, захваченные ранее.